# شخض ضفافي
شخض ضفافي (الاسم العلمي:Justicia riparia) هو نوع من النباتات يتبع جنس الشخض من الفصيلة الأقنتية.